# Polydesma quercii
Polydesma quercii là một loài bướm đêm trong họ Erebidae.